# Maquinaria de movimiento de tierras

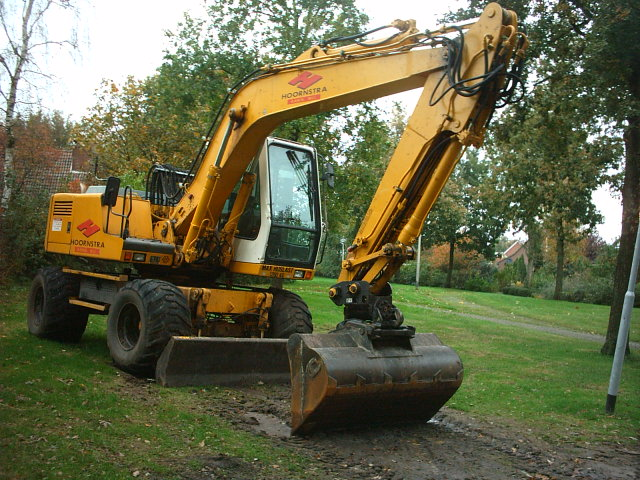
Pala excavadora sobre neumáticos.

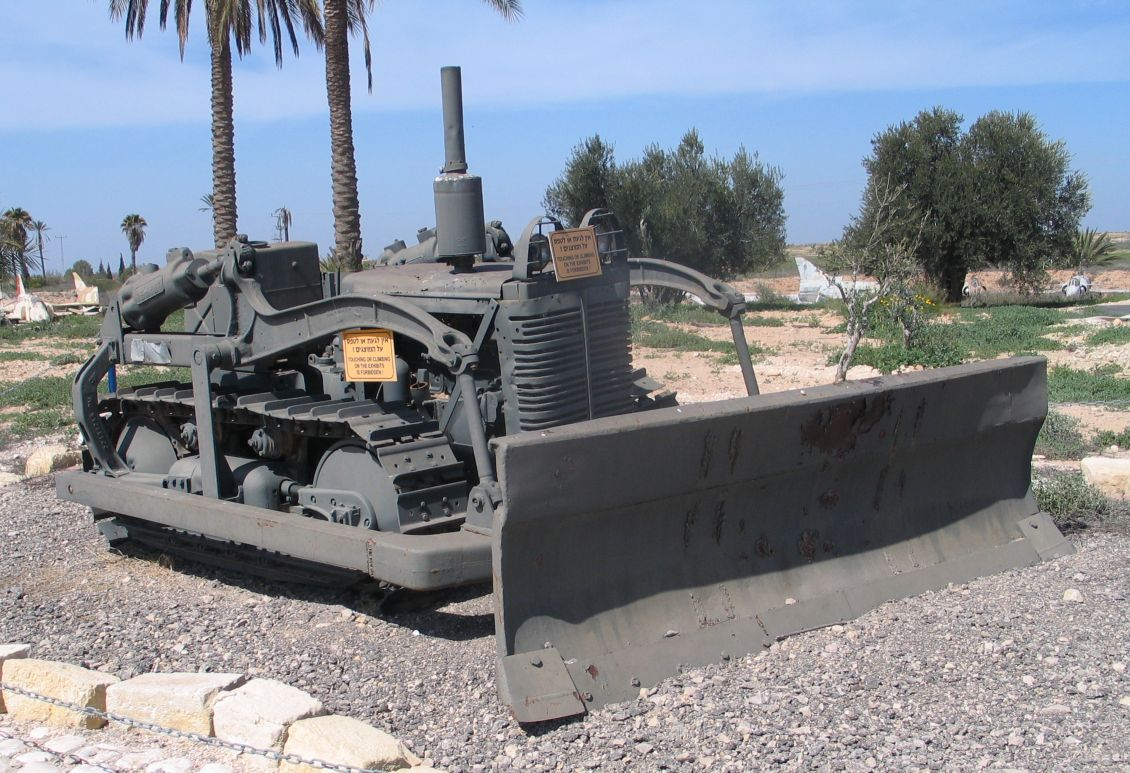
Topadora sobre orugas.

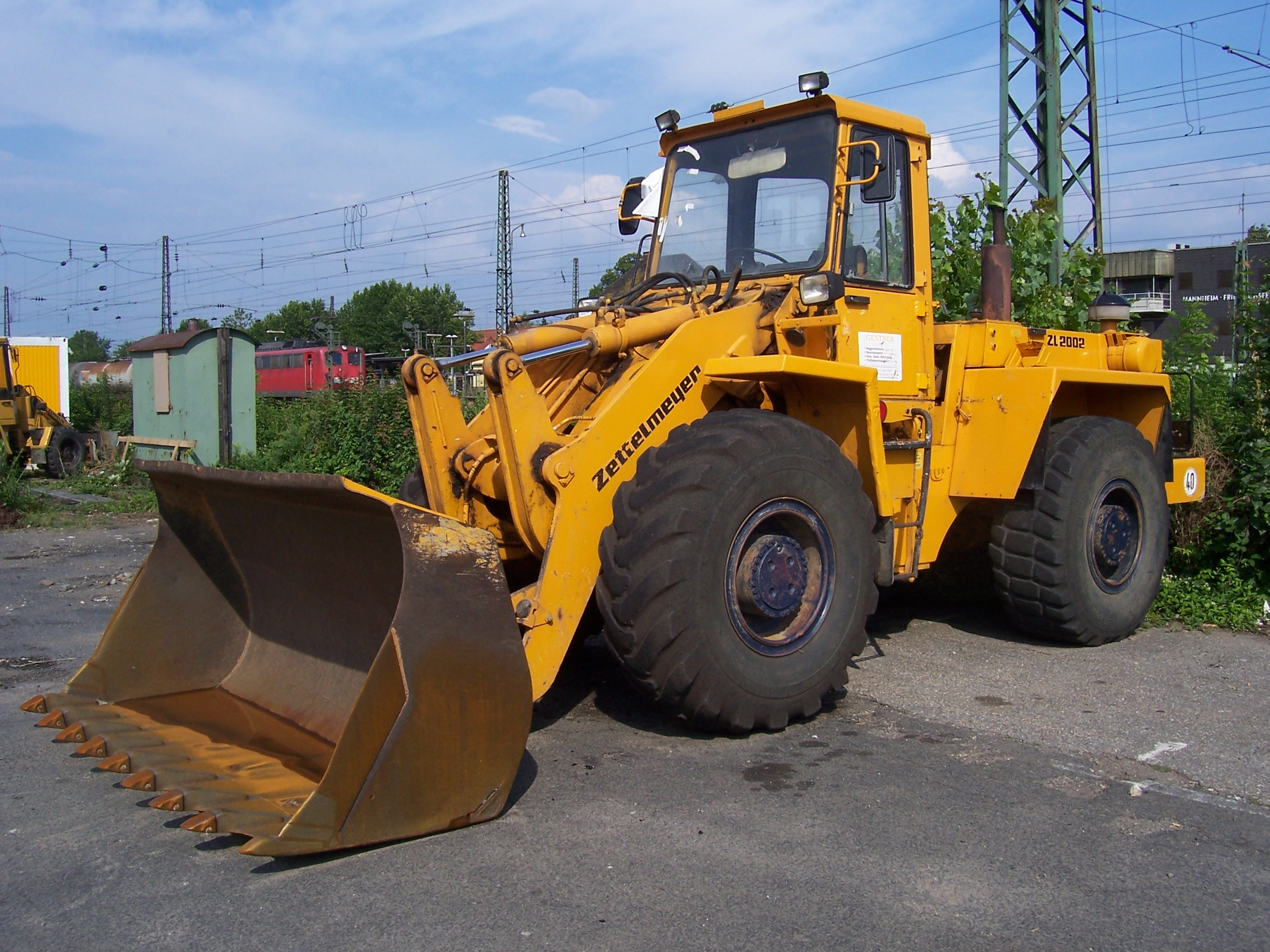
Cargador frontal sobre neumáticos.

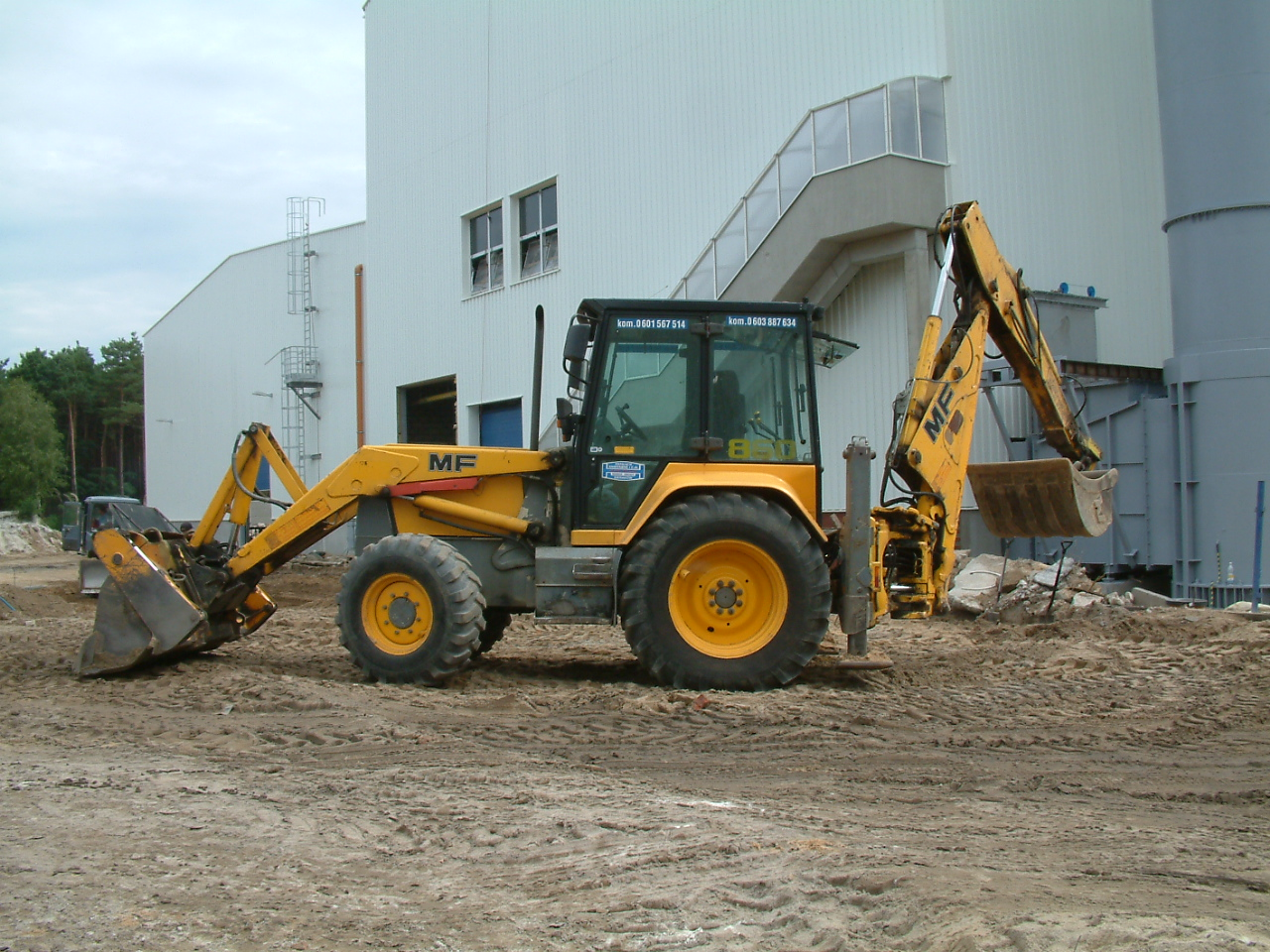
Pala excavadora y cargadora combinada.

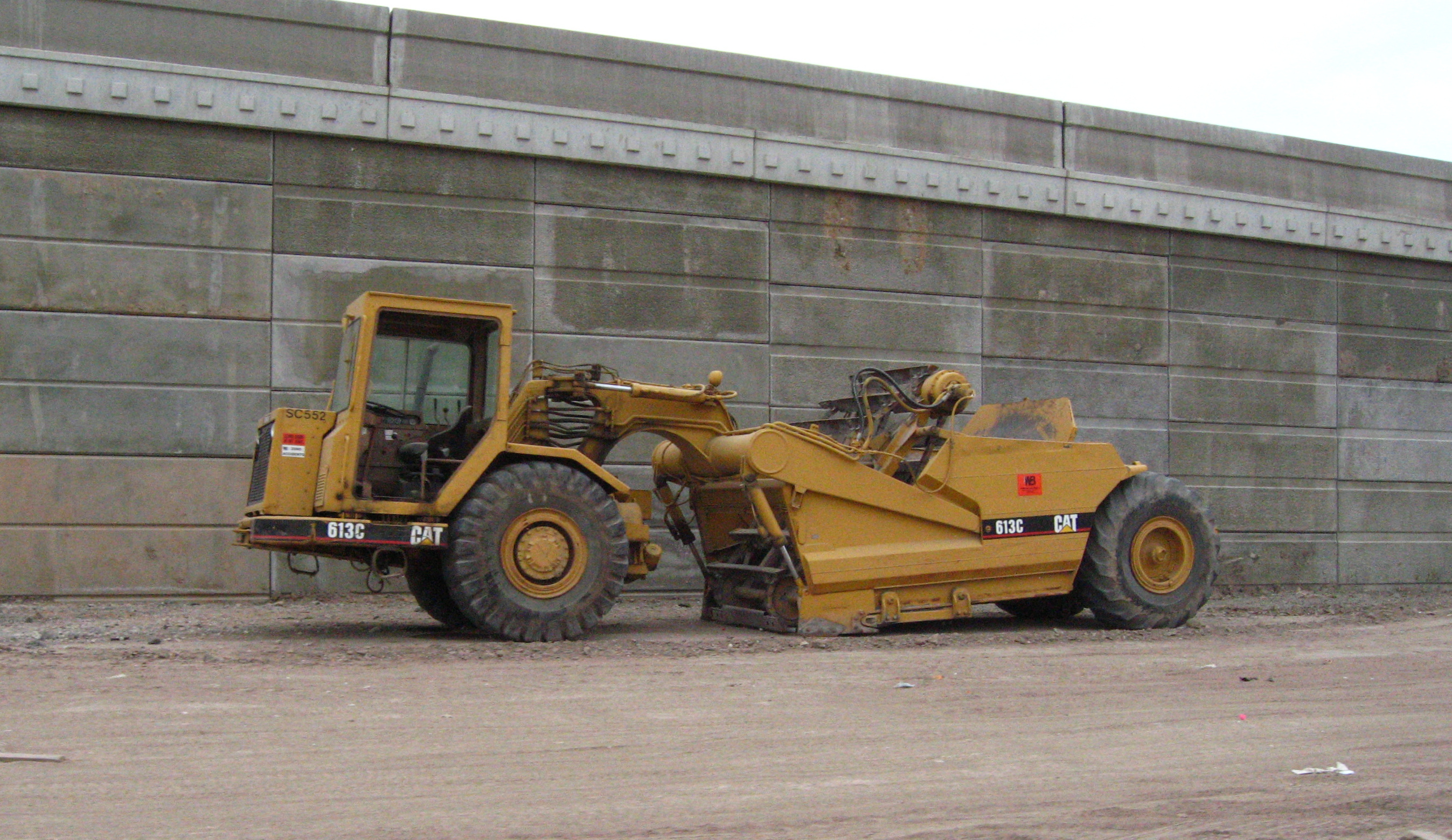
Mototraílla.

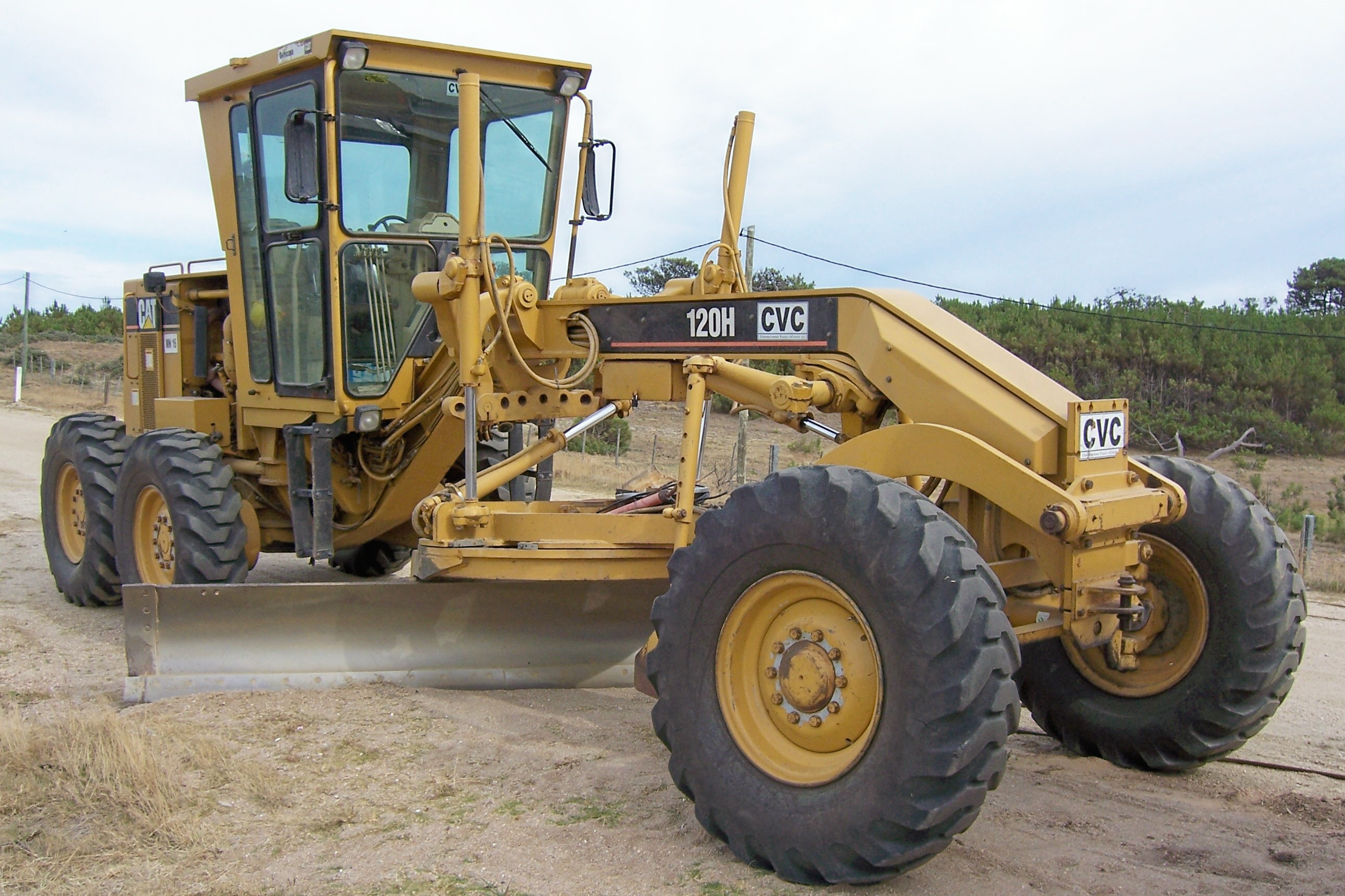
Motoniveladora.

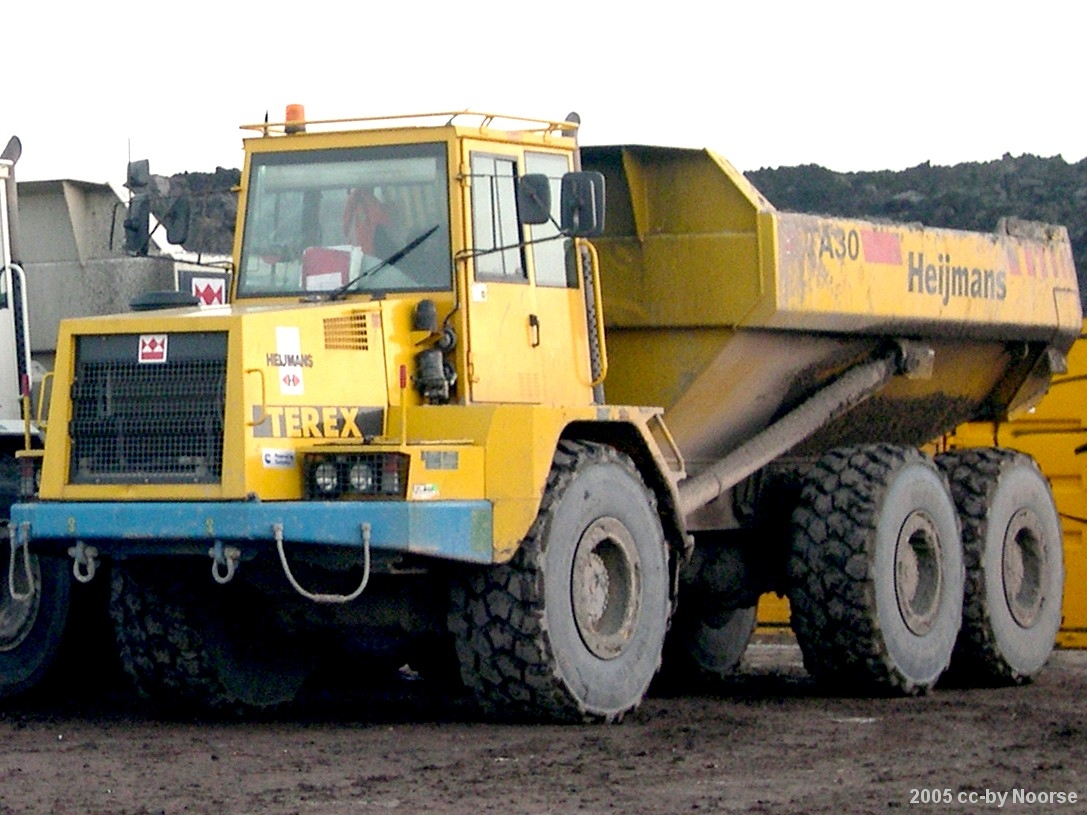
Volquete para transporte de material suelto.

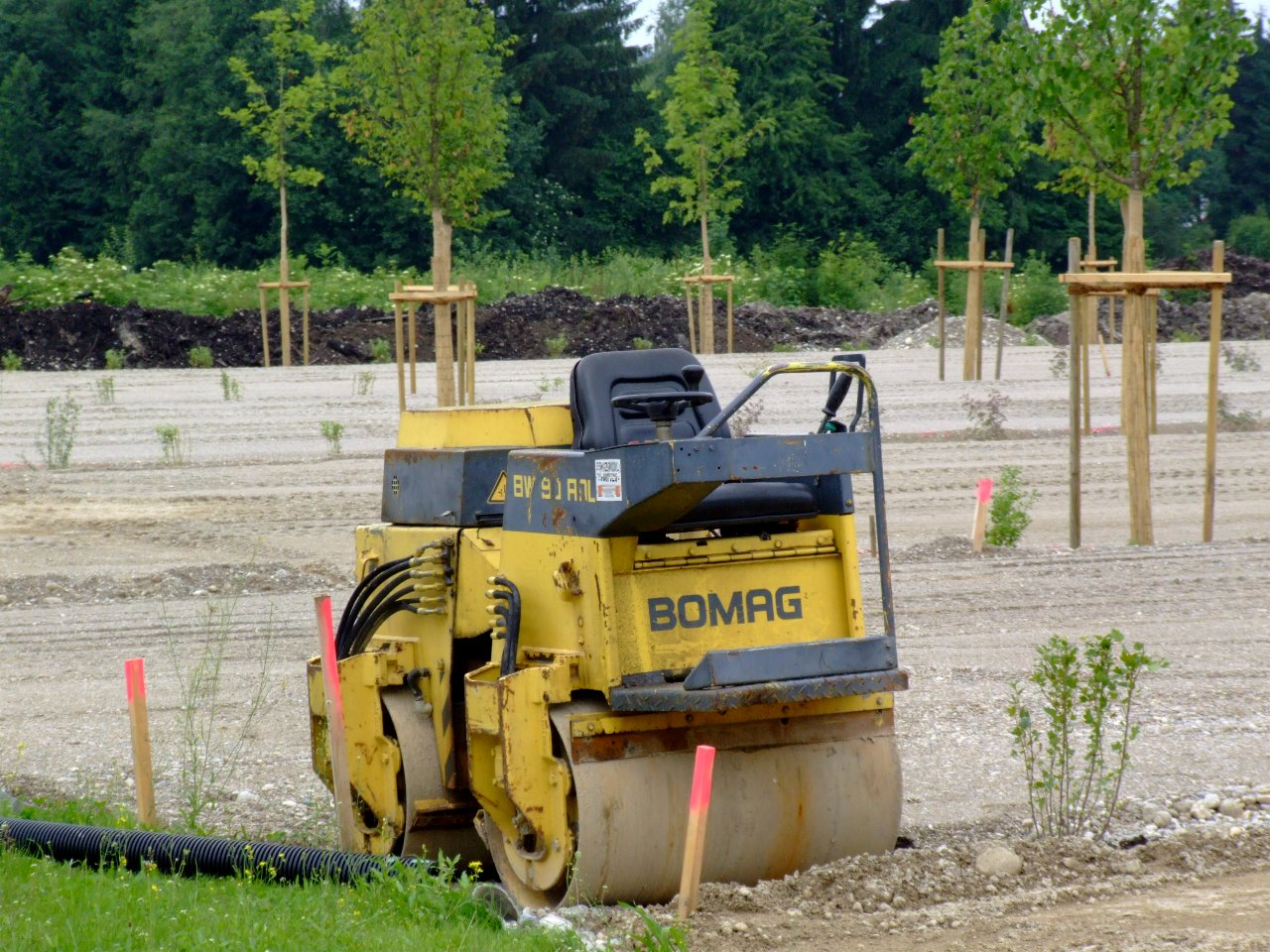
Cilindro compactador.

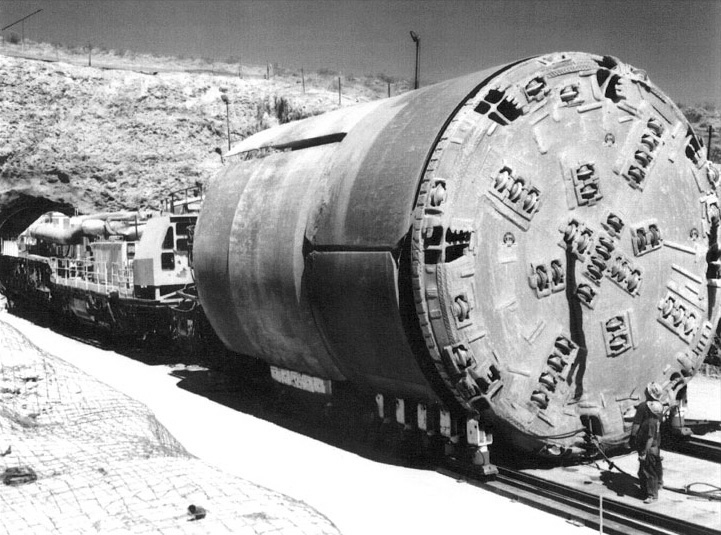
Perforadora de túneles.

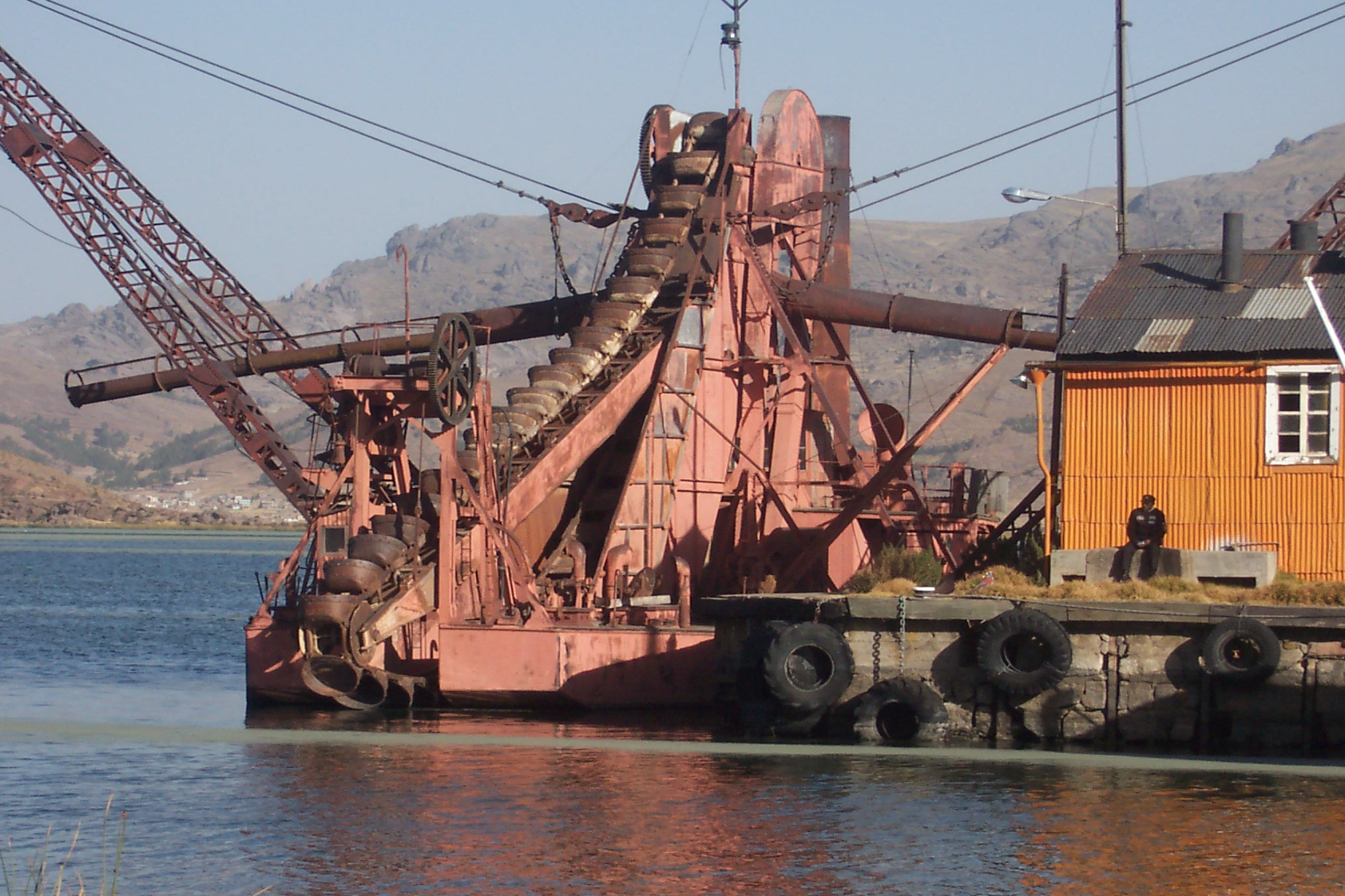
Draga de tolva continua.

La maquinaria de movimiento de tierras es un tipo de equipo empleado en la construcción de caminos (carreteras o caminos rurales), ferrocarriles, túneles, aeropuertos, obras hidráulicas y edificaciones. Está diseñada para llevar a cabo varias funciones; entre ellas, soltar y remover la tierra, elevar y cargar la tierra en vehículos que han de transportarla, distribuir la tierra en tongadas de espesor controlado, y compactar la tierra. Algunas máquinas pueden efectuar más de una de estas operaciones.
Entre otras, se pueden mencionar las siguientes máquinas para movimiento de tierra:
- Pala excavadora. Existen varios tipos: por su forma de locomoción pueden clasificarse en excavadoras sobre orugas o sobre neumáticos.
- Topadora, a menudo conocida por su nombre en inglés, bulldozer (véase maquinaria de construcción). Estas máquinas remueven y empujan la tierra con su cuchilla frontal. La eficiencia de estas máquinas se limita a desplazamientos de poco más de 100 m en horizontal. Existen dos tipos: bulldozer (cuchilla fija) y angledozer (su cuchilla puede pivotar sobre un eje vertical). Estas máquinas suelen estar equipadas con dientes de acero en la parte posterior, que pueden ser hincados en el terreno duro para roturarlo antes de empujar.
- Pala cargadora frontal. Estos equipos se utilizan para remover tierra relativamente suelta y cargarla en vehículos de transporte, como camiones o volquetes. Son generalmente articuladas para permitir maniobras en un espacio reducido.
- Mototraílla, o simplemente traílla, conocida también por su nombre inglés scraper. Estas máquinas se utilizan para cortar capas uniformes de terrenos de una consistencia suave, abriendo la cuchilla que se encuentra en la parte frontal del recipiente. Al avanzar, el material cortado es empujado al interior del recipiente. Cuando este se llena, se cierra la cuchilla, y se transporta el material hasta el lugar donde será depositado. Para esto se abre el recipiente por el lado posterior, y el material contenido dentro del recipiente es empujado para que salga formando una tongada uniforme.
- Motoniveladora, también conocida por el nombre inglés grader. Se utiliza para mezclar los terrenos, cuando provienen de canteras diferentes, para darles una granulometría uniforme, y disponer las tongadas en un espesor conveniente para ser compactadas, y para perfilar los taludes tanto de rellenos como de cortes.
- Volquete.
- Compactadora.
- Tuneladora.
- Draga.

## Detalles
Se entiende por movimiento de tierras el conjunto de actuaciones a realizar en la preparación de un terreno para la ejecución de una obra. Se denomina excavación a la separación o extracción de determinadas partes de dicho volumen, una vez superadas las fuerzas internas que lo mantenían unido: cohesión, adherencia, capilaridad, etc. Llamamos carga a la acción de depositar los productos de excavación en un determinado medio de transporte.
Por su parte, los medios de transporte de material al vertedero, cantera o a la zona de acopio interna a la propia obra son muy variados y dependen de las características del terreno en que se trabaje, así como de las características geométricas de la propia obra, siendo los más conocidos el dúmper rígido, el dúmper articulado y el camión volquete.